# Eleição presidencial do Brasil em Minas Gerais em 2010
O primeiro turno da eleição presidencial brasileira de 2010 foi realizado em 3 de outubro, como parte das eleições gerais naquele país. Neste pleito, os cidadãos brasileiros aptos a votar escolheram o sucessor do atual presidente, Luiz Inácio Lula da Silva. Nenhum dos candidatos recebeu mais do que a metade dos votos válidos, e um segundo turno foi realizado em 31 de outubro. De acordo com a Constituição, o presidente é eleito diretamente pelo povo para um mandato de quatro anos, podendo ser reeleito uma vez. Lula não pode mais ser candidato, uma vez que foi eleito em 2002 e reeleito em 2006.
Em Minas Gerais, a candidata petista, Dilma Rousseff, recebeu 46,98% dos votos no primeiro turno, o candidato tucano, José Serra, ficou com 30,76%, enquanto a candidata do PV, Marina Silva, recebeu 21,25% dos votos naquele estado. No segundo turno, Dilma Rousseff manteve a liderança e ficou com 58,45%, enquanto José Serra recebeu 41,55% de votos, totalizando 1.797.831 votos de diferença entre os dois. Minas foi um dos dezoito estados em que a candidata do PT venceu o pleito no primeiro turno e um dos quinze (mais Distrito Federal) em que a candidata venceu no segundo. No segundo turno, 4,62% dos eleitores anularam seu voto, enquanto 2,59% votaram em branco. Ao todo, 11.469.141 eleitores mineiros foram às urnas na segunda fase da eleição. A abstenção foi de 20,98%.
Dilma venceu com ampla vantagem em praticamente todas as cidades da Mesorregião do Norte de Minas, com exceção apenas da cidade de Taiobeiras, onde Serra teve mais votos. O candidato do PSDB se saiu melhor em cidades da Mesorregião do Sul e Sudoeste de Minas, enquanto Dilma teve mais votos em grande parte dos municípios da Zona da Mata e Vale do Rio Doce. No Triângulo Mineiro, Dilma ganhou com ampla vantagem nos municípios da divisa com o Mato Grosso, Goiás e norte de São Paulo, além de em cidades mais ao centro, como Uberlândia, enquanto Serra venceu em algumas cidades da microrregião de Patos de Minas e microrregião de Araxá. Na capital Belo Horizonte, terra natal de Dilma, Serra recebeu 50,39% dos votos, enquanto a candidata do PT teve 49,61%.